# Masakr nepálské královské rodiny
Masakr nepálské královské rodiny bylo hromadné vyvraždění příslušníků nepálského královského rodu, které se odehrálo 1. června 2001 v královském paláci v Káthmándú. Za masakr byl zodpovědný korunní princ Dípéndra, který zastřelil několik členů své rodiny a nakonec i sebe. Následkem střelby zemřelo 10 lidí a 4 byli zraněni. Mezi zabitými byl i tehdejší nepálský král Biréndra se svou chotí královnou Aišvarjou.

## Masakr v královském paláci
Toho dne se v královském paláci v hlavním nepálském městě Káthmándú konal večírek, na kterém se korunní princ Dípéndra dostal do podnapilého stavu a choval se nezdvořile k hostům, načež mu jeho otec král Biréndra řekl, aby večírek opustil. Opilý Dípéndra byl odveden do svého pokoje svým bratrem, princem Nirájánem, a bratrancem, princem Párasem.
O hodinu později se korunní princ na večírek vrátil se samopalem Heckler & Koch MP5 a puškou M16. Nejdříve vystřelil do stropu a poté obrátil zbraň proti svému otci, králi Biréndrovi. O několik okamžiků později Dípéndra zastřelil jednu ze svých tet. Když se Dípéndrovi v další střelbě snažil zabránit jeho strýc princ Dhíréndra, Dípéndra jej střelil do hrudi. Během střelby utrpěl drobná zranění i princ Páras, jemuž se podařilo zachránit nejméně tři členy královské rodiny včetně dvou dětí tím, že před ně strhl gauč. Královna Aišvarja přišla do pokoje, kde se masakr odehrával, těsně po prvních vystřelených kulkách, proto urychleně pokoj opustila a jala se vyhledat pomoc.
O něco později byla královna s Dípéndrovým bratrem Nirájánem zastřelena v zahradě paláce. Dípéndra poté vyšel na malý můstek nad palácovým potůčkem, obrátil zbraň proti sobě a postřelil se. Pravděpodobným motivem princových činů byl nesouhlas s výběrem jeho budoucí manželky.

## Následné události
Těžce raněný Dípéndra byl převezen v kómatu do nemocnice, kde po třech dnech, 4. června 2001, zemřel. Novým králem Nepálu se po oblíbeném Biréndrovi stal Dípéndrův strýc Gjánéndra.
Nedlouho po masakru se začaly objevovat konspirační teorie, které se zabývaly možným spiknutím, které měl zosnovat Gjánéndra, který ten den nebyl se svou rodinou v paláci přítomen. Zvláštní vyšetřovací výbor, který byl pověřen šetřením masakru onoho dne, však konstatoval, že jediným viníkem oněch vražd byl princ Dípéndra.